# Комунистички универзитет радника Истока
Комунистички универзитет радника Истока (рус. Коммунистический университет трудящихся Востока; познат и под именима Источни универзитет и Стаљинов универзитет) основала је Коминтерна 21. априла 1921. године у Москви у сврху школовања комунистичких кадрова који су долазили из колонија. Школа је са радом почела 21. октобра 1921, а њен еквивалент је била Међународна лењинска школа у којој су се образовали студенти углавном из Европе и Америке. Први равнатељ универзитета био је Карл Радек, који је касније страдао у чисткама.
Међународни универзитет радника Истока је имао своје огранке у Бакуу (Азербејџан), Иркутску (Русија) и Ташкенту (Узбекистан). Гласило Универзитета било је Револуционарни исток. Универзитет је затворен 1938, а његову улогу су преузеле мање локалне образовне институције у појединим совјетским републикама.
Поједини истакнути студенти Универзитета били су:
- Чанг Чинг-куо, председник Републике Кине
- Љу Шаоћи, председник НР Кине
- Денг Сјаопинг, вођа НР Кине
- Хо Ши Мин, председник Северног Вијетнама
- Салчак Тока, вођа НР Туве
- Назим Хикмет, турски песник
- Магомет Мамакајев, чеченски писац
- Халид Бакдаш, истакнути сиријски комуниста
- Хари Хејвуд, истакнути афроамерички члан КП САД
- Манабендра Рој, истакнути индијски комуниста
- Николаос Захаријадис, истакнути грчки комуниста